# Amylocorticiellum
Amylocorticiellum is een geslacht van schimmels behorend tot de familie Amylocorticiaceae. 

## Soorten
Volgens Index Fungorum bestaat het geslacht uit zeven soorten (peildatum april 2023):
| Soortnaam                           | Auteur(s)                                         | Publicatiejaar |
| ----------------------------------- | ------------------------------------------------- | -------------- |
| Amylocorticiellum cremeoisabellinum | (Litsch.) Spirin & Zmitr.                         | 2002           |
| Amylocorticiellum iaganicum         | (Speg.) Gorjón, Gresl. & Rajchenb.                | 2011           |
| Amylocorticiellum luteolum          | (Hjortstam & Ryvarden) Gorjón, Gresl. & Rajchenb. | 2011           |
| Amylocorticiellum molle             | (Fr.) Spirin & Zmitr.                             | 2002           |
| Amylocorticiellum oblongisporum     | (G. Cunn.) Gorjón, Gresl. & Rajchenb.             | 2011           |
| Amylocorticiellum sinuosum          | Spirin & Zmitr.                                   | 2002           |
| Amylocorticiellum subillaqueatum    | (Litsch.) Spirin & Zmitr.                         | 2002           |